# Küzmics Miklós

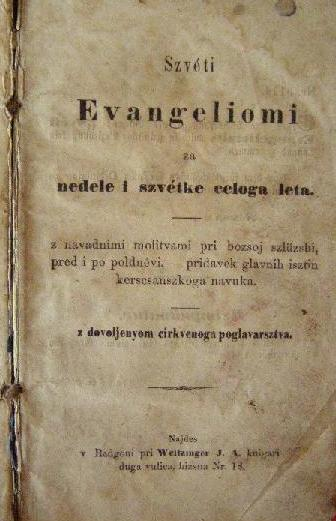
Küzmics Újtestamentuma. A könyvet 1840-ben Radgonában Weitzinger János nyomdász újra kiadta, az átdolgozó azonban ismeretlen. A könyv otthoni használatra és templomi fölolvasásra egyaránt való, továbbá imádságokat és egyházi énekeket is tartalmaz.

Küzmics Miklós vendül és szlovénül Mikloš Küzmič, németesen Nikolaus Küzmitsch (Alsócsalogány, 1737. szeptember 15. k. – Felsőszentbenedek, 1804. április 11.) magyarországi szlovén (vend) római katolikus plébános, imakönyvszerkesztő, bibliafordító, vallási író, a tótsági kerület esperese. Sokan úgy vélik, hogy rokoni (unokatestvéri) kapcsolat fűzte kortársához a nála körülbelül tizenhárom évvel idősebb Küzmics Istvánhoz, aki evangélikus lelkész volt. Valójában csak névrokonok, a Küzmics nagyon gyakori név a Muravidéken (Prekmurje).
Küzmics Miklós a vend nyelvű magyarországi szlovén irodalom egyik oszlopos személye, a vend sztenderd nyelv tulajdonképpeni atyja. Művei egyedülállónak számítanak a délszlávok irodalmában is, bár csak az utóbbi időben kezdték el jelentőségét fölfedezni.

## Élete és munkássága
Küzmics Vas vármegyéből való, alsócsalogányi (ma Dolnji Slaveči, Szlovénia) szlovén paraszti családból. A felsőlendvai templomban keresztelték szeptember 15-én, de a szlavecsaiak később jártak Vízlendvára is templomba. Szülei Küsmics (sic!) János és Hüll Erzsébet voltak. 1763. augusztus 28-án szentelték pappá. Szülőháza a község ún. Kukojcza (Kukojca) nevű részén. Korábbi életéről alig tudni valamit.

Először Felsőlendván (ma Grad, Szlovénia), az ottani várban volt udvari káplán. Később áthelyezték Kancsócra, a későbbi Felsőszentbenedekre (ma Kančevci, Szlovénia). Az itteni plébániát igazgatta egészen haláláig.
Küzmics imakönyveket írt szülőföldje nyelvjárásában, s annak különféle dialektusait ismerte. Kortársa Küzmics István, aki Surdon volt pap, már lefordította az evangélikus Újszövetséget vendre.
Küzmics a katolikus változatot ültette át, amely mint Szvéti evangéliomi za nedele i szvétke celoga leta (Evangélium vasárnapra és egész évre) címmel jelent meg 1780-ban.
Imakönyvét a Kniga Molitvena na haszek Szlovenszkoge národá-t (Imnakönyv a tót nemzet hasznára) 1783-ban adták ki és még 24 kiadást élt meg. Küzmics munkáira elsősorban Nikola Krajačević 17. századi kaj-horvát író gyakorolt hatást, akitől az imakönyvet és az evangéliumot fordította, de a többi művében is egyértelműen megmutatkozik Krajačević befolyása.
1783. május 8-án a szombathelyi püspök Szily János tótsági esperessé tette, s az esperesség iskoláinak tanfelügyelője volt több mint húsz éven keresztül. Ez az esperesi került már Küzmics előtt létezett.

Szilyvel már körülbelül 1758 óta kapcsolatban állt, s a püspök aktív mecénása lett irodalmi munkásságának, továbbá támogatta a megye horvát, szlovén és német lakosságának, hogy anyanyelvükön oktassanak és misézzenek.

1790-ben Budán egy németből vendre és magyarra fordított kétnyelvű tankönyvet adott ki, az ABC Kni'siczana narodni soul haszek, Büdin (ABC könyvecske a nemzeti iskoláknak hasznokra). A könyvben együtt jelent meg egy vend-magyar szótár, mely az első szlovén-magyar szótár volt.

## Küzmics hagyatéka
Mivel a Bibliában és az imádságokban található kifejezésekre nem mindig létezett megfelelő szó a vend nyelvben, ezért Küzmics más rokon nyelveket is fel kellett használjon. Ezért alkotásaihoz gyakran alkalmazta a horvát mellett a szlovén irodalmi nyelvet is, de természetesen túlságosan különbözőnek találta a saját nyelvétől. Épp ezért ő is, akárcsak Küzmics István is kimondták, hogy a Tótságban, illetve Krajnában és Stájerországban élő szlávok egy és ugyanazon néphez tartoznak, tehát szlovénok mindannyian, de a tótságiaknak van saját nyelvük.
Imakönyvét és egyéb műveit Kossics József néprajzi író, költő, történész szintén felhasználta és tovább terjesztette. A 20. században Szakovics József újra elővette és átdolgozva ismét kiadta többször is. Klekl József, aki törekedett a Szlovéniával való egyesülésre az első világháború után, szintén a küzmicsi elvet követte, miszerint a murai és magyarországi szlovének nyelvhasználata nem pusztán nyelvjárás, hanem külön nyelvi norma. A Szentgotthárd környéki szlovén családok többségénél a Küzmics művek 20. századi új feldolgozásai ma is megtalálhatók, s fontos eszközök a Magyarországon élő szlovénok nyelvének és nemzettudatának megőrzésében. Ennek azonban gátat szab, hogy az emberekből, de különösen a fiatalokból vallásos meggyőződés alig van, ez tulajdonítható a korábbi egyházüldöző rendszernek, amely igyekezett az ilyet elfojtani, belesulykolni az emberekbe azt a tudatot, hogy ezek értéktelen, demagóg dolgok.
A kommunizmus felbomlásával és a rendszerváltással együtt új megvilágításba helyezhetőek a Küzmics művek. Akárcsak Küzmics István biblia-fordítása a Nouvi Zákon, úgy Miklós Szvéti evangyeliomi és Molitvena kniga c. művei egyedülálló alkotások az egész délszláv irodalomban. A vendet, mint regionális nyelvet ezen művek figyelemre méltó rangra emelték, ugyanis kevés ehhez hasonló nyelv mondhatja el magáról, hogy tudod Biblia-fordításokat produkálni.

## Művei

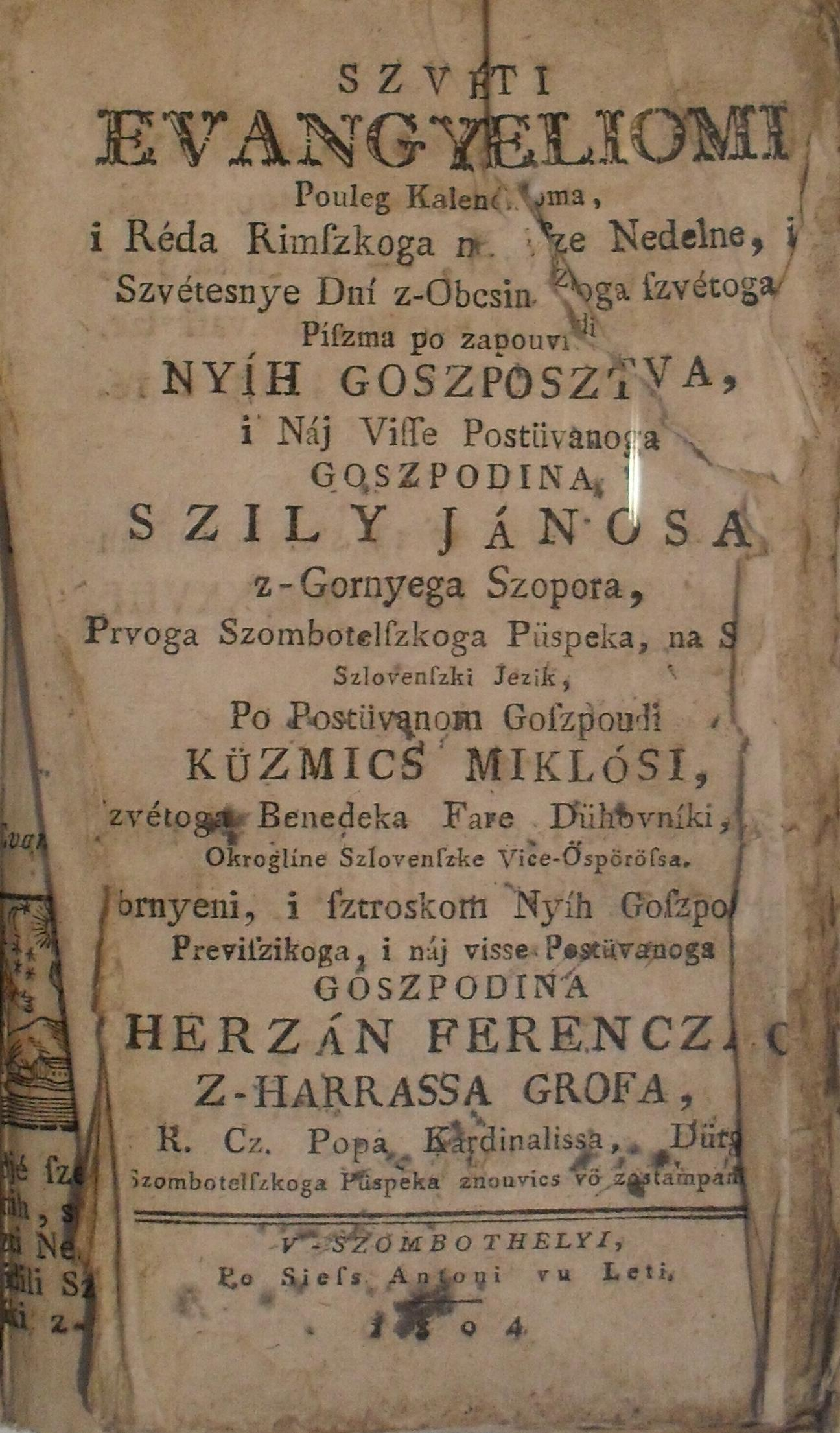
Szvéti evangyeliomi

- Krátká Summa Velikoga Katekizmussa, Sopron 1780.
- Szvéti evangyeliomi, 1780.
- Szlovenszki Silabikar, 1780.
- Pomoucs Beté'snih, Mirajoucsih, 1781.
- Kniga Molitvena, na haszek Szlovénszkegá národá, 1783.
- ABC Kni’sicza na narodni soul haszek, Büdin 1790.
- Sztárogá i nouvogá Testamentumé svéte histórie Kratke Summa, Szombathely 1796.